# 皇家金庫忠僕
君王財庫奴僕（拉丁語：Servi camerae regis）:407，即皇家金庫僕人、皇家金庫忠僕，是中世紀時基督教歐洲內，一個賦予猶太人法定地位的術語。該定義是12世紀時於神圣罗马帝国始創，到13世紀後被正式法定確立。具備這類身份的猶太人會得到統治者的特別保護，作為交換要向對方支付費用抵償。

## 内容
皇家金庫僕人的表述，在最初出現時名財庫綁定服侍Chamber bondage，是作為居於神聖羅馬帝國內的猶太人的法定地位術語，其最早由亨利四世（1050-1106）在1103年美因茲和約所頒佈使用，有關含義起源還可回溯到1090年頒佈的沃姆斯特權。於這些特权範疇下，亨利四世是讓居於沃姆斯的猶太人可以獲得1090年所頒佈的權限。基於沃姆斯特權，還建立起匯集各方面的法定標準，即制訂起一套法典體系，從而是一併以積極和消極兩面的方式，塑造了猶太人與基督徒間往後數個世紀的關係，並擴展出了下列權益：
- 對生命和财产的保護，
- 經濟活動的自由，
- 宗教自由，
- 有權利去僱用信仰基督的家室僱工，
- 猶太社區在内部猶太法律事務上的自治權利，
- 確立猶太人和基督徒間處理爭端時具約束力的正式程序。

## 歷史
弗雷德里克二世(1194–1250) 在1236年將沃姆斯特權擴展到其管轄範圍內的所有猶太人，從而引入了「皇家金庫僕人」概念等同於一個金錢性質的強制責任，以保護所有居於舊帝國內的猶太人。腓特烈二世時稱猶太人為「我們庫房的忠僕」（ servi camerae nostri ），基此也使用了源自教會的「猶太人的永久奴役」（ perpetua servitus iudaeorum ）這一表述——後者是由教皇依諾增爵三世使在1205年第四次拉特朗公會議上所創制，1234年額我略九世在其所頒法令使用該稱而納入到教会法。1236年特許狀修正版本，是賦予了猶太人私產獲得保護和享有贸易自由——尤其是在金融交易方面。當其時他們也不會受公共法院的司法管轄，而獨自擁有司法管轄權，這使得猶太人時可以在某些區域裡適用猶太律法。而在大空位時代——中世紀的無皇帝時期，始於1250年腓特烈二世去世而直到1273年魯道夫一世獲選為罗马-德国国王（Roman-German King）告終——基於中央領土皇權的真空，有關綁定服侍契約Chamber bondage也有相當程度被削弱。
金庫忠僕的法定位置曾必須以高額代價去買取，如西吉斯蒙德 (1368-1437) 在15世紀時，是要求每個猶太人按照皇帝收入的三分之一來給付獲取該地位。在此之外，按法定上猶太人可具有的行為能力也受到了限制，例如他們並無權持槍，而在中世紀對於被認定屬於外邦人的羣體而言，這種按法律對行為能力作出限制是很常見的做法。
該原則對等地通過哈布斯堡家族是傳延到了波希米亞、波蘭、西里西亞和匈牙利所使用的世俗猶太法律，而一直到18世紀之前這些原則仍維持有部分具備效力。而在變遷歷程中，教會和領土主權總是於意圖將猶太人置於不利的法律處境，進而和帝國層面的對猶太特權永續效力的合法化主張，經常產生拉鋸。

## 評價
一些觀點爭辯認為，金庫忠僕最終「[意味著]將古代奴隸法適用於猶太人的法律地位，這麼一來是使他們事實上成為擁有猶太人主宰地位的人（持有）的私產 ( kammergut，皇家金庫資產 )」 。而金庫忠僕的範式是「極為嚴重地導致了猶太人法律地位惡化，直到中世紀末期」，而且還有評論指隨時間推移是退化為「徹底榨取價值的工具」。

## 外部鏈接
- Regesta Imperii V/2.4, n. 14727
- Stefan Leßmann：犹太人室内奴隶制的出现。 （页面存档备份，存于） 1997

## 備註
1. ↑  Michael R, Rosen P. Dictionary of Antisemitism from the Earliest Times to the Present （页面存档备份，存于）[M]. Scarecrow Press, 2007.
2. ↑  延伸參見:Chazan R L. Medieval Jewish life: Studies from the Proceedings of the American academy for Jewish research[M]. KTAV Pub. House, 1976.
3. ↑  E. Götzinger: Juden. （页面存档备份，存于） Reallexicon der Deutschen Altertümer. Leipzig 1885, S. 459–465. zeno.org, abgerufen am 3. Juni 2020.
4. 1 2  Peter C. A. Schels: Kammerknechtschaft （页面存档备份，存于） Mittelalterlexikon, abgerufen am 3. Juni 2020.
5. ↑  Michael Buhlmann: Privileg und Kammerknechtschaft der Juden in Deutschland (Juli 1236). （页面存档备份，存于） Abgerufen am 3. Juni 2020.
6. ↑  vgl. Peter Rauscher, Barbara Staudinger: Widerspenstige Kammerknechte. Die kaiserlichen Maßnahmen zur Erhebung von „Kronsteuer“ und „Goldenem Opferpfennig“ in der Frühen Neuzeit. Aschkenas 2004, S. 313–363.
7. ↑  Kurt Schubert: Jüdische Geschichte (= Beck’sche Reihe. 2018). Beck, München 1995, ISBN 3-406-39175-3, S. 49.
8. ↑  Eveline Brugger, Birgit Wiedl: Zwischen Privilegierung und Verfolgung. Jüdisches Leben im Mittelalter in Niederösterreich. In: David. (david.juden.at （页面存档备份，存于）, abgerufen am 3. Juni 2020).
9. ↑  Kurt Schubert: Jüdische Geschichte (= Beck’sche Reihe. 2018). Beck, München 1995, ISBN 3-406-39175-3, S. 50.